# Projekt Ingeborg

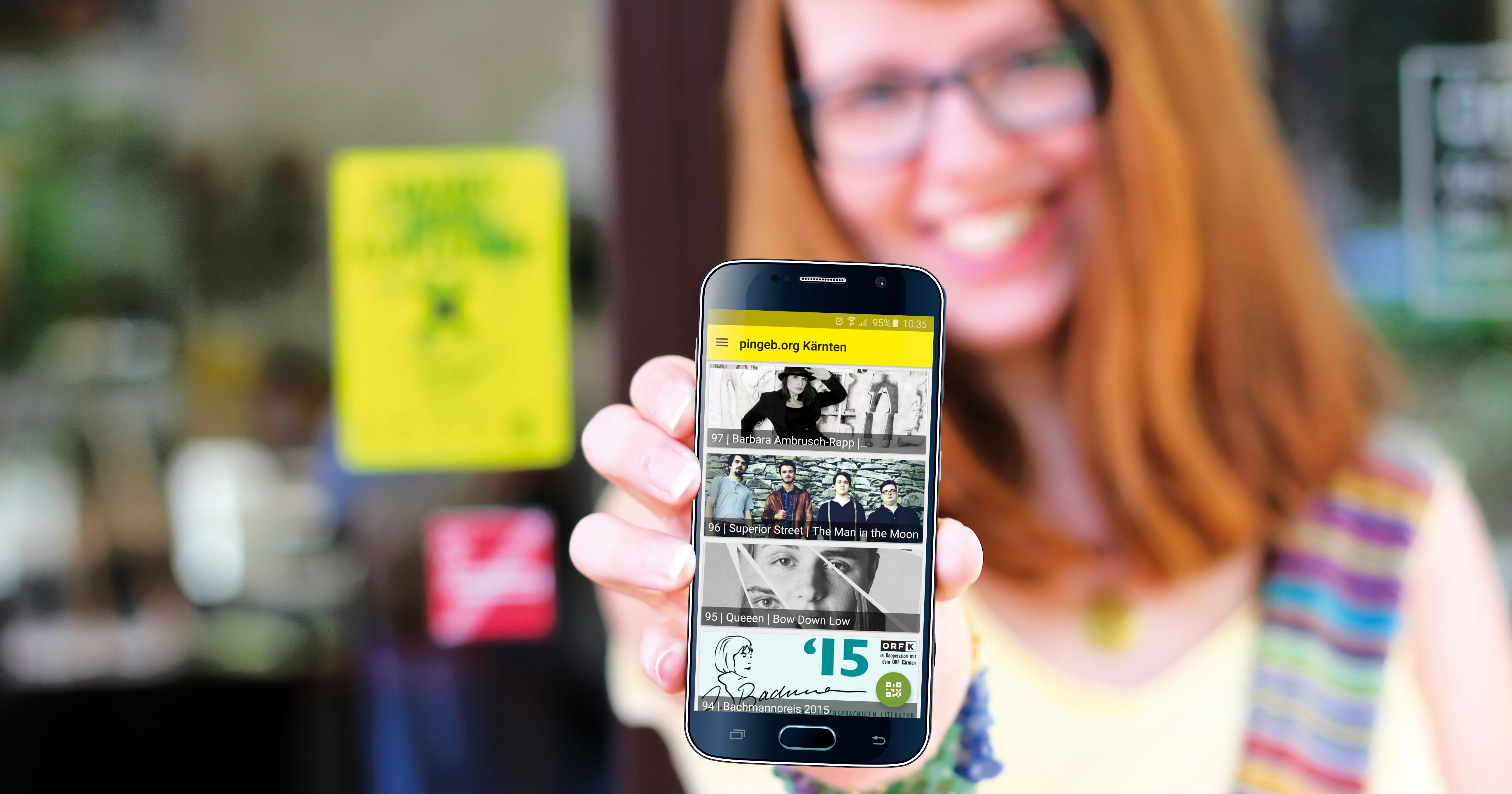
Nutzung von Projekt Ingeborg

Projekt Ingeborg (kurz: pingeb.org) ist ein Kulturprojekt aus Klagenfurt, Österreich. Das im Juli 2012 gestartete Projekt stellt regelmäßig regionale Kunstschaffende vor. Dabei kann durch Scannen von Smart Labels, die im öffentlichen Raum verteilt wurden, digitaler Inhalt zum vorgestellten Künstler am Smartphone abgerufen werden.

## Inspiration und Entstehung
Das Projekt startete auf Inspiration von Josef Winkler, der im Rahmen der "Rede zur Literatur" anlässlich des Ingeborg Bachmannpreises 2009 klagte, dass Klagenfurt keine Stadtbibliothek habe. Die beiden Initiatoren, Bruno Hautzenberger und Georg Holzer, suchten im April 2012 Anwendungsfälle für NFC-Chips und kamen auf die Idee, die Stadt ohne Stadtbibliothek als Ganzes zur Bibliothek zu machen. Der Name ist eine Reminiszenz an die Klagenfurter Schriftstellerin Ingeborg Bachmann.

## Funktionsweise und Verbreitung

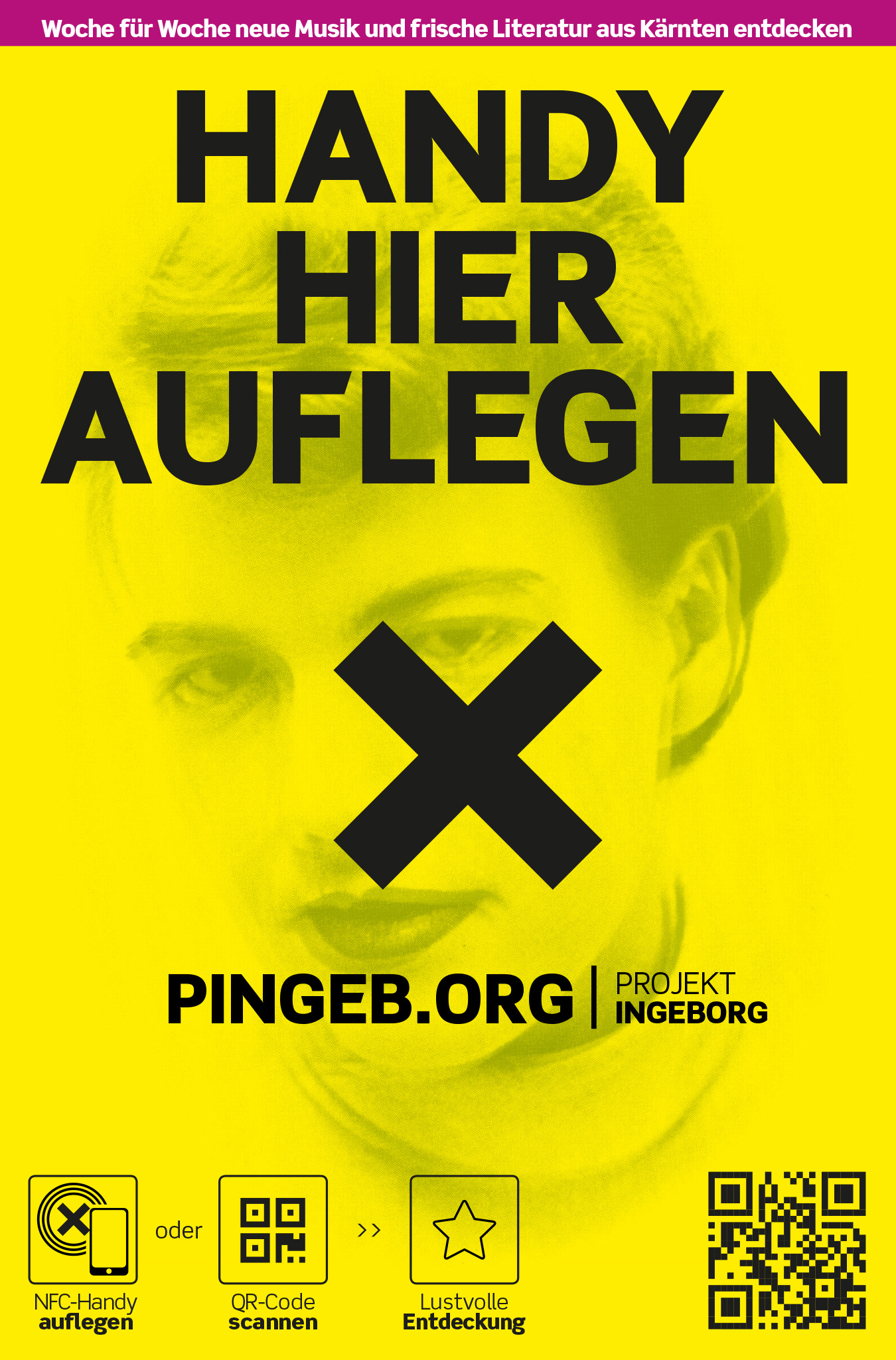
Sticker von Projekt Ingeborg. Hinter dem X befindet sich der NFC-Tag.

Die Smart Labels sind mit einem QR-Code und NFC-Chip ausgestattet, die den jeweiligen Ort (Haltestellen, Cafés, Schulen, Supermärkte, Büros etc.) markieren. Alle ein bis zwei Wochen wechselt der Inhalt, ohne dass die Labels ausgetauscht werden müssen.
Mit 70 Smart Labels startete das Projekt am 3. Juli 2012. Anfangs wurden 70 gemeinfreie Werke aus dem Projekt Gutenberg an passenden Orten verteilt. Seit August 2012 werden Kunstschaffende aus der Region vorgestellt. Mittlerweile gibt es rund 250 Orte in ganz Kärnten, an denen die knallgelben Sticker kleben.
Nach dem Start in Klagenfurt (pingeb.org) verbreitete sich das Projekt 2013 nach Graz (graz.pingeb.org), Villach (villach.pingeb.org), Salzburg (salzburg.pingeb.org) und 2014 nach Vorarlberg (vorarlberg.pingeb.org). Das Projekt in Graz wurde nach Zeitmangel des Teams vor Ort 2013 wieder eingestellt. Villach verschmolz 2015 mit Klagenfurt zu pingeb.org Kärnten.

## Preise und Auszeichnungen
Im Februar 2014 wurde das Projekt mit dem Bank-Austria-Kunstpreis, Österreichs höchstdotiertem Kunstpreis, ausgezeichnet. Im Herbst 2014 gewannen die Initiatoren dafür den CREOS in Gold, den Kärntner Landespreis für Werbung und Marktkommunikation.
Aus Projekt Ingeborg ging das Klagenfurter Unternehmen xamoom GmbH hervor, das die Technik dahinter für diese und weitere Anwendungszwecke zugänglich macht.